# Vale do Cédron

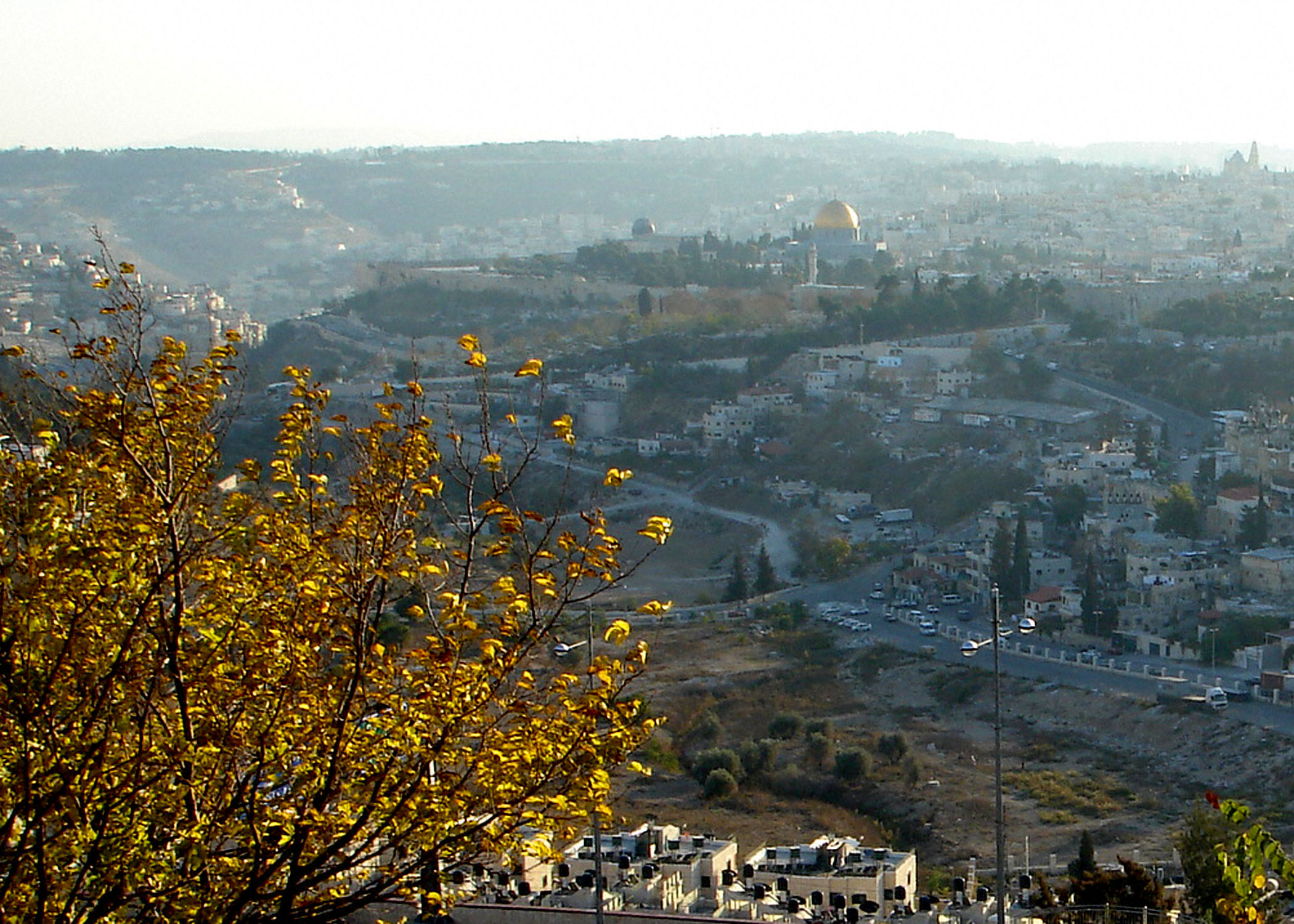
A Cidade Antiga de Jerusalém, como visto pelo Vale do Cédron

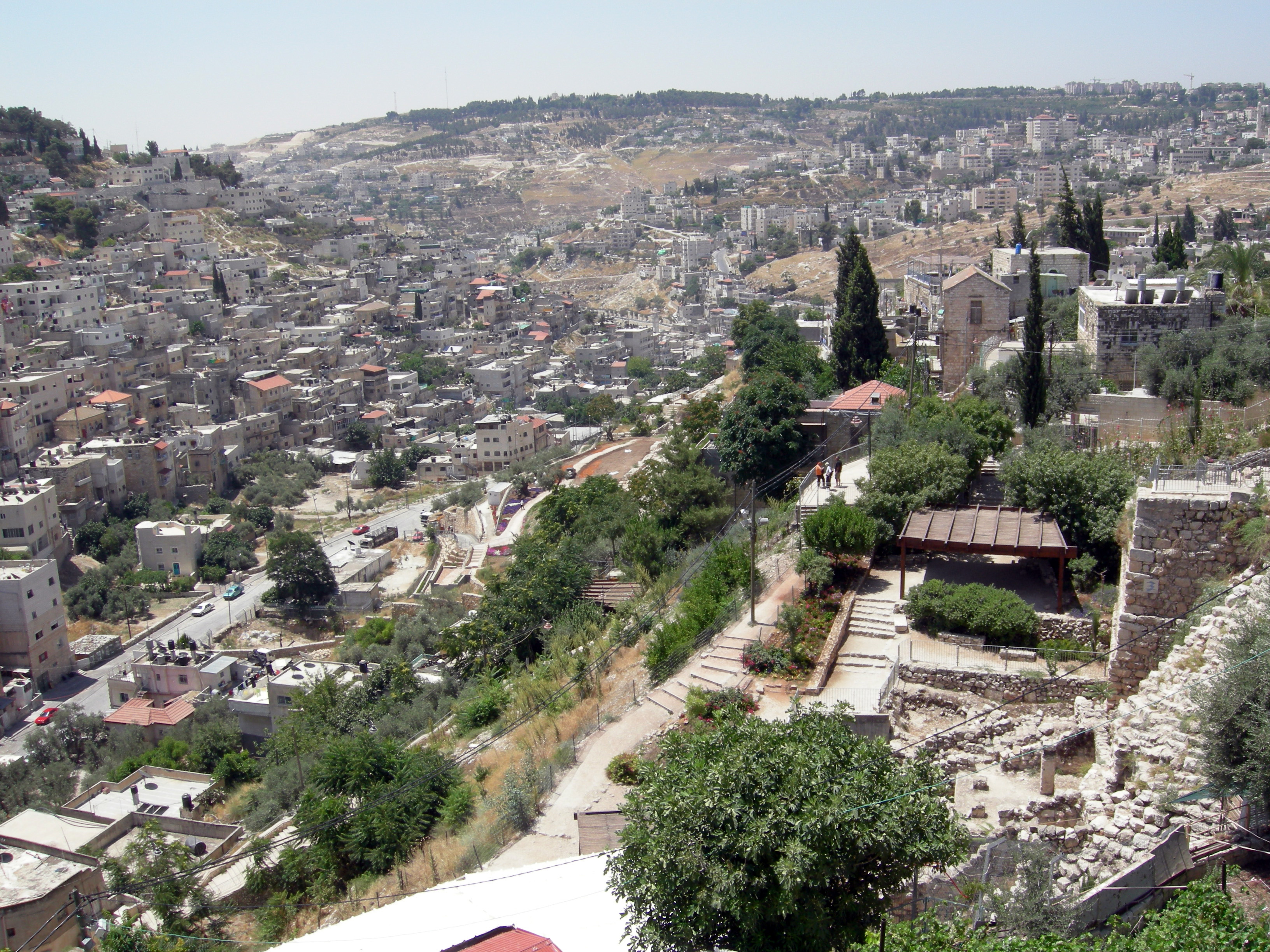
Vale do Cédron

O Vale do Cédron (em hebraico:  נחל קדרון,  em árabe: وادي الجز, "escuro") é um vale próximo de Jerusalém, descrito pela Bíblia como tendo grande significado. Também é chamado de Vale da Torrente do Cédron, devido a um fluxo contínuo de correntes de águas por ocasião de enchente repentina nos meses de inverno chuvosos. Atualmente o nome dado à sua parte inferior, Uádi Enar ou Uádi Aljoz ("uádi de fogo"), indica que é quente e seco na maior parte do tempo.
O Vale do Cédron se estende ao longo do muro oriental de Jerusalém, separando o Monte de Templo do Monte das Oliveiras. Continua ao leste  pelo Deserto da Judeia, em direção ao Mar Morto. O assentamento israelense de Kedar está situado num cume sobre o vale. O bairro de Uádi Aljoz recebe o nome de árabe do vale.
O Vale é o local de muitos túmulos judaicos, inclusive o Pilar de Absalão, a tumba de Bene Hezir, e o Túmulo de Zacarias. Certa vez, a água da Fonte de Giom fluiu pelo vale, mas foi desviada pelo Túnel de Ezequias para prover água a Jerusalém. Atualmente permanece sem água mesmo no inverno.

## Escatologia do Vale do Cédron
Devido a eventos ocorridos durante o período do Rei Jeosafá, de Judá, o vale da torrente do Cédron também passou a ser profeticamente chamado de Vale de Jeosafá ou “baixada de Jeosafá”– Emek Yehoshafat (em hebraico:   עמק יהושפט), que significa "O vale onde Deus julgará" (Vale do Julgamento). - (Joel 3:12). Surgem na Escatologia judaica profecias que incluem o retorno do Profeta Elias, seguido pela chegada do Messias (Judaísmo),  e também a guerra de Gogue e Magogue e Juízo Final. De acordo com as profecias, na guerra de Gogue e Magogue, haveria coalizões das nações pagãs que juntariam forças contra Israel. Israel seria subjugado e conquistado. Depois dos gentios finalmente atacarem Israel, Deus começaria o Julgamento. E salvaria  Israel e lutaria "com doenças, chuva, fogo e pedras" contra todas as nações pagãs que se fixaram para destruir o seu povo escolhido.

## Outras passagens bíblicas
De acordo com as Escrituras Hebraicas, o Rei David correu a pé pelo vale durante a rebelião de Absalão (II Samuel 15:14–30). De acordo com as Escrituras Gregas Cristãs, Jesus cruzou o vale algumas vezes, viajando entre Jerusalém e Betânia. (João 18:1)
Exemplos de versículos da Bíblia relacionados ao Vale do Cédron:
- «Toda a terra chorava em alta voz, enquanto todo o povo passava; e o rei atravessou o ribeiro de Cédron (Vale da Torrente do Cédron), e todo o povo caminhava na direção do deserto.» (II Samuel 15:23)
- «Tendo Jesus dito isto, saiu com seus discípulos para o outro lado do ribeiro de Cédron (Vale da Torrente do Cédron) , onde havia um jardim, e com eles ali entrou.» (João 18:1)